# Улекс мелкоцветковый
У́лекс мелкоцветко́вый, или Утёсник мелкоцветко́вый (лат. Úlex parviflorus) — вид цветковых растений рода Улекс (Ulex) семейства Бобовые (Fabaceae).

## Ботаническое описание

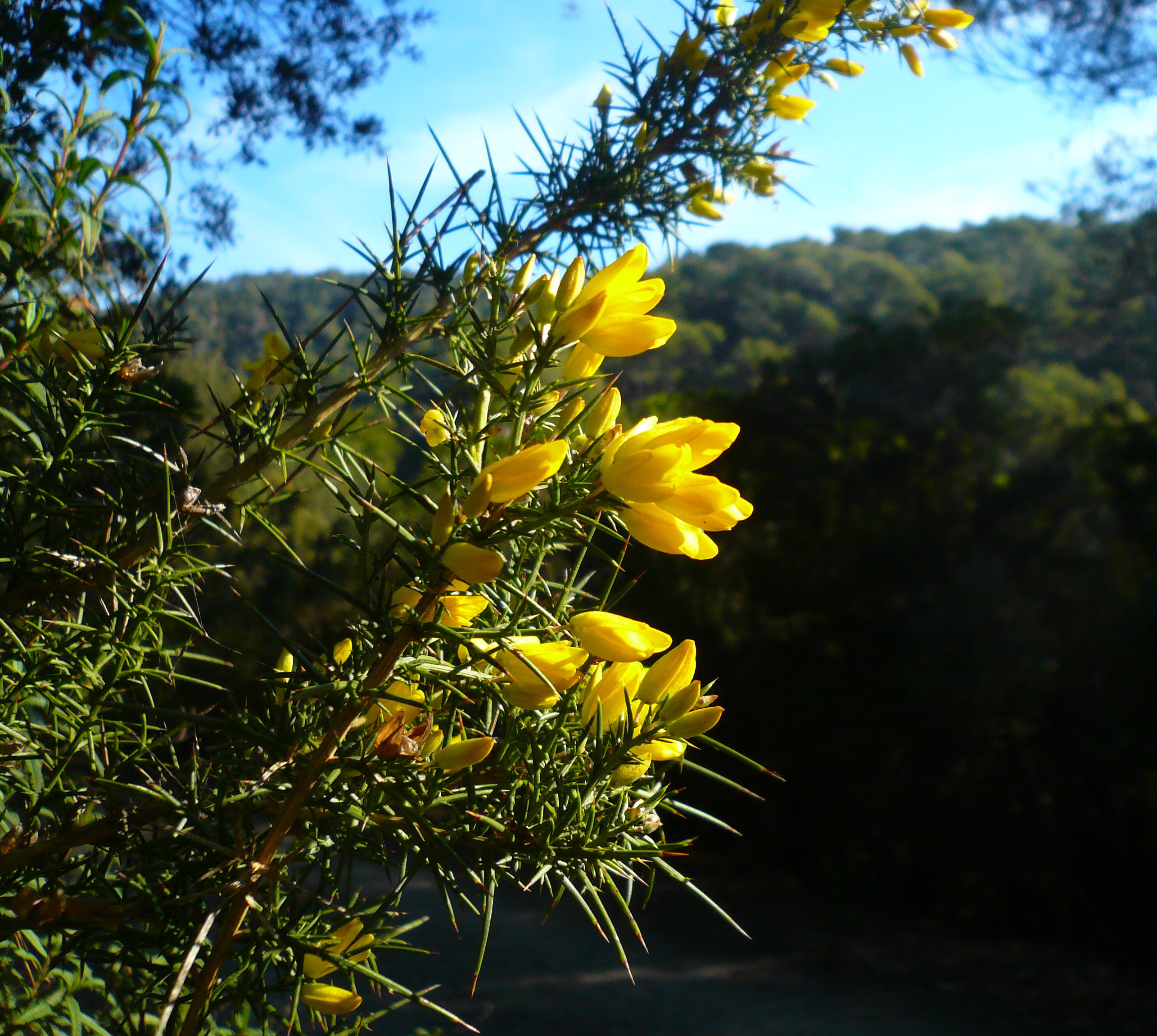
Цветки и колючки

Кустарник до 2 м высотой, с листьями, видоизменёнными в колючки.
Ярко-жёлтые цветки появляются зимой.
Плод — боб, покрытый мелкими ворсинками.
Количество хромосом n = 16.

## Распространение и местообитание
Ареал — запад Средиземноморья: Франция, Испания, Северная Африка. Растёт преимущественно на богатых кальцием почвах. Подобно другим бобовым, улекс мелкоцветковый вступает в симбиоз с азотфиксирующими бактериями.

## Хозяйственное значение и применение
Благодаря своей выносливости, улекс мелкоцветковый может высаживаться для предотвращения эрозии почв на открытых склонах.